# いしかわゆき
いしかわ ゆき（7月17日 - ）は、日本のライター。作家。別名義 ゆぴ。

## 経歴
神奈川県出身。中学2年生時に渡米。高校3年生までカリフォルニア州サンディエゴで過ごす。早稲田大学文化構想学部入学を機に上京。
2018年6月に株式会社新R25に入社。編集・ライターとして従事する。2019年3月にライターとして独立。

## 活動
- 2021年9月1日　クロスメディアパブリッシングより『書く習慣〜自分と人生が変わるいちばん大切な文章力〜』を上梓。
- 2022年8月24日　技術評論社より『ポンコツなわたしで、生きていく。 〜ゆるふわ思考で、ほどよく働きほどよく暮らす〜』を上梓。